# Борисівка (Харківський район)
Борисі́вка (до 1897 — Сонцівка) — село в Україні, у Харківському районі Харківської області. Колишній орган місцевого самоврядування — Лук'янцівська сільська рада. З 2020 року у складі Липецької сільської громади.
Населення становить 533 особи.

## Географія
Село Борисівка знаходиться на відстані 3 км від річки Липець (лівий берег). Село примикає до кордону з Росією, межує з російським селом Солнцевка. На відстані 2 км розташоване село Пильна. По селу протікає пересихаючий струмок з загатою. До села примикає великий садовий масив.

## Історія
- 1779 рік - дата першої згадки[1].

## Економіка
Виробництво в галузі сільського господарства. Значною мірою представлено садівництво.

## Соціальна сфера
В селі діють:
- Борисівський дошкільний навчальний заклад (дитячий садок) «Капітошка»
- Борисівська ЗОШ І-ІІІ ст. імені Д. І. Яворницького (директор — Казакова Світлана Миколаївна)[2]
- фельдшерсько-абулаторний пункт (фельдшер — Гапоненко Ніна Петрівна)

## Транспорт
Щоденно курсує автобус по маршруту Харків (ДП «Героїв праці») — Борисівка

## Пам'ятки

### Історичні пам'ятки
На південь за 2,5 км та за 3,5 км від села розташовані 3 кургани.

### Пам'ятники
В листопаді 1998 року на вул. Садовій споруджено пам'ятник Д. І. Яворницькому. Автори пам'ятника — Наталя та Олексій Фоменки.

## Відомі люди
У селі народився відомий український історик Дмитро Яворницький.
- Бережний Іван Григорович (1922—1997) — товарознавець харчових продуктів, кандидат технічних наук, професор.